# トランスデブ
トランスデブ (Transdev) は1989年に設立されたフランスの多国籍運輸グループである。世界中で10万5千人以上の従業員、16種類の輸送手段を有し、毎日約1,280万人を輸送している。トランスデブは、フランス預金供託公庫 (Caisse des Dépôts et Consignations) とレスマン・グループ (Rethmann Group) の共同所有である。19カ国に拠点を置き、2024年には10億ユーロの売上高を達成した。

## 歴史

### 1989-2011: Transcet と Progecar から トランスデブへ
フランス預金供託公庫 (CDC) の子会社である SCET (Société Centrale pour l'équipement du territoire) 内で、オルレアン、グルノーブル、ナント、モンペリエなどの議員からの要請により、混合経済都市公共交通会社の支援業務が分離され、Transcet となった。 1989年、フィリップ・セグルタンが率いるCDCの運輸部門は、バス輸送会社 Progecar(Rapides de Bourgogne、Courriers de l'Aube、Rapides du Val-de-Loire、Stam などの地域グループを持つ)を買収した。1992年に ProgecarとTranscet はトランスデブ(Transdev 欧州公共交通開発協会)の名称で合併し、ストラスブール、ミュルーズ、メス、リモージュなどの混合経済企業 (SEM sociétés d'économie mixte) のパートナーとなり、Cars Crolard、Transavoie社など、多数の地域交通会社を買収した。
1997年、トランスデブはロンドン路線バス網の8%を運行していたロンドン・ユナイテッド社を買収し、ナッシングハム(トラム)、ポルト(地下鉄)、メルボルントラム輸送網を獲得し、世界有数のトラム運行会社となり、ヨーロッパで有数の運輸事業者となった。
2002年、RATP(パリ交通公団)は同社の株式25%を間接的に取得した。
トランスデブはオランダの運輸事業者 Connexxion を買収した。
2008年、CEOのグレタンが引退し、ジョエル・ルブレトンが就任した。
2009年、CDCとヴェオリアはトランスデブとヴェオリア・トランスポールを合併する意向を発表した。
2010年、当時トランスデブの25%の株主であったRATPはグループから撤退したが、代わりにトランスデブが以前運営していたフランスの輸送網の一部を引き継いだ。
2011年2月、ジョエル・ルブレトンがプレジデントに就任

### 2011-2013: ヴェオリア・トランスポールからトランスデブに
2011年3月3日、トランスデブ・グループは、当時ヴェオリア・エンバイロメントの子会社であったヴェオリア・トランスポールと合併し、「ヴェオリア・トランスデブ」が設立され、RATPはトランスデブの資本から撤退した。合併後12ヶ月以内に、新会社ヴェオリア・トランスデブ(仮称)のIPOが計画されている。
しかし、2011年12月6日、財政難に陥っていたヴェオリア・エンバイロメントは、公共交通事業の売却と完全撤退を発表した。同日、ヴェオリア・トランスデブの共同株主である預金供託金庫(CDC)はプレスリリースで、ヴェオリア・トランスデブへのコミットメントを確認し、合併時に2億ユーロを拠出すると発表した。当初計画されていた売却は失敗に終わり、2012年10月、CDCは増資の一環として持ち株を60%に増やし、ヴェオリアの持ち株を40%に減らす意向を発表した。しかし、14億ユーロだった評価額は翌年に10億ユーロも下落し、損失の半分はCDCが負担し、ヴェオリアの負債を減らすために資産がさらに売却された。そして、CDCはヴェオリア・トランスデブに9億ユーロを貸し付け、この負債は株式転換されたが評価額は大きく下落した。これらの巨大損失(2億ユーロ、5億ユーロ、9億ユーロ)をCDCが被った。

### 2013年以降、「新しい」トランスデブへ
合併から2年後の2013年3月に、同社はトランスデブに社名変更した。
同時に、2012年末に19億ユーロに達した多額の負債を削減するため、同社は欧州で事業の4分の1に相当する大規模な資産売却を決定した。トランスデブは、事業展開する27カ国のうち10カ国から撤退を望み、2013年5月、東欧諸国での事業全株式をドイツ鉄道の子会社であるアリーヴァに売却した。
この取引の一環として、ヴェオリアはコルシカ島のフェリー会社 SNCM の株式66%をトランスデブから取得することが当初計画されていた。 SNCMの慢性的な損失と支払い不能の恐れから、ヴェオリアはこの合意を拒否し、ヴェオリアの部分的撤退も2013年11月に保留となった。CDCによる増資は実行されず、代わりに、会計検査院 (フランス)が、国営CDCに多大な損失をもたらした合併の調査を委託された。
トランスデブは、2015年までにドイツ、スウェーデン、ベルギー、フィンランドでの事業から撤退することを望んだ。しかし、Connexxion 傘下のオランダのヴェオリア事業は維持される。「新」トランスデブは年間売上高60億ユーロ(2012年は82億ユーロ)を目指し、うち60%はフランス国外である。フランス、オランダ、北米/イギリス、アジア太平洋・南ヨーロッパの4つの主要地域に事業展開する予定である。
2014年、名鉄岐阜市内線廃止表明に伴う存続活動の要請に応じ、Connexxion が支援検討を表明・打診したが廃線となった。
2015年8月、「マクロン法」(成長/活動/平等な経済機会法: loi pour la croissance, l'activité et l'égalité des chances économiques) により、 SNCFの定期長距離旅客輸送独占が廃止され、トランスデブ社はこれに向け子会社 Isilines を設立した。
2016年7月29日ヴェオリアとトランスデブの共同株主である預金供託公庫は、トランスデブが2016年末までにヴェオリアが保有する運輸会社株式の20%を2億2千万ユーロで買い戻すことが2016年11月1日に最終決定し、2016年12月21日に第一段階が実行される。
2016年12月、ヴェオリアグループはトランスデブの株式20%をCDCに2億2000万ユーロで売却し、残りの30%の買い手を探していた。
2018年3月12日トランスデブ・レール(旧CFTA)は、フランス国内の鉄道路線を運営する認可を与える鉄道安全証明書を取得し、トランスデブはフランスで2番目の旅客鉄道会社グループとなった。
2018年10月、ヴェオリアの最後の株式は、廃棄物処理と物流を専門とするドイツの Rethmann に売却された。Rethmann はトランスデブの34%を保有し、預金供託公庫は株式の66%を保有し、実効支配権を保持している。
ドイツでは、Rhenus Veniro と Transdev GmbH の合併により、ドイツ鉄道に次ぐ地方/地域公共交通機関が誕生した。
2019年5月、FlixBus はトランスデブが所有していたフランス、スペイン、オランダ、ベルギー、チェコ共和国における Isilines と Eurolines の事業を買収した。2018年、同社は250万人を輸送し、FlixBus は4,500万人を輸送した 。Isilines のバスレンタル事業はトランスデブが引き継ぐ。同月、トランスデブはモビリティに特化したスタートアップ企業 Wever の株式を取得した。2021年4月、同グループはオー＝ド＝フランス地域圏の地域鉄道路線の運営先候補となっている。
2021年9月7日、トランスデブはマルセイユ・ニース線のTER列車運行の入札を勝ち取った。期間は2025年7月から10年間である。
2023年3月、トランスデブはEQTファンドから First Transit を非公開の金額で買収し、米国子会社と合併させると発表した 。 First Transit  はファースト・グループの米国子会社であった。
2025年5月、欧州委員会は、Rethmann によるトランスデブ・グループの32%の追加買収を承認し、Rethmann(34%)、CDC(66%)となった, 。

## 組織

### 取締役
取締役会（conseil d'administration）は11名で構成され、うち6名はCDCの代表、3名はレスマングループの代表、1名は従業員代表、1名は独立メンバーである。執行委員会（comité exécutif）は10名で構成され、最高経営責任者（CEO）、事務総長、財務、戦略・変革、人事、グループ開発の各部門の責任者5名、および最重要の4つの市場エリア（フランス、北欧・中央ヨーロッパ、北米、国際）のマネージング・ディレクターで構成される。

### 責任者
- 1989年 -2008年10月: フィリップ・セグレタン
- 2008年10月-2011年3月: ジョエル・ルブレトン
- 2011年3月- 2012年: ジェローム・ガロ (2006年から2011年まで事業預金基金の元理事)
- 2012年12月-2016年6月: Jean-Marc Janaillac
- 以来2016年7月: Thierry Mallet[28]

### 財務
Rethmann グループが 66 %、フランス預金供託公庫が34%を所有。
2024年は、売上高100億ユーロ(ファーストトランジットを含む)、EBITDA 6億55百万ユーロ、営業利益222百万ユーロであった。2024年12月31日現在、544事業体がグループに連結され（2023年12月31日現在は559）、そのうち510社は完全に連結されており、4社は保有株式の割合に応じて連結されている。持分法を適⽤した連結会社は30社で、そのうち23社は合弁会社である。

## 国際展開
トランスデブは、2023 年までに全大陸 19 か国に進出し、16 種類の輸送手段を運営して、地域社会、企業、一般の人々にサービスを提供している。2024年、同グループは全世界で56,732両の車輌で毎日1,280万人を輸送している。地域別の売上比はフランス28%、米国27%、ドイツ15%、オランダ8%、以下スェーデン、パシフィック、カナダ、英国、チェコ、ポルトガル、アイルランド、チリ、その他となる

### 運営履歴
合併当時、トランスデブは以下の27カ国で事業を展開し、 2014年時点での事業は7つの地理的エリアに分かれていた（取り消し線が引かれている国は事業を停止）。
- フランス
- ベネルクス（オランダ、ベルギー）
- 北米（米国、カナダ）
- ドイツおよび中央ヨーロッパ（クロアチア、ポーランド、チェコ共和国、セルビア、スロバキア、スロベニア）
- 英国および北欧（フィンランド、アイルランド、スウェーデン）
- アジア太平洋（オーストラリア、中国、韓国、インド、ニュージーランド）
- 南ヨーロッパおよび世界のその他の地域（チリ、コロンビア、イスラエル、モロッコ、ポルトガル、スペイン）

2013年、CEO のジェローム・ガロは、事業を17カ国に縮小することを確認した。 2020年11月現在、トランスデブは5大陸17カ国で事業展開している。国は主権国家のみがカウントされているため、ニューカレドニア (フランス) は含まれず、イギリス王室属領のジャージー島と香港 (中国)も、以前は同じ理由でカウントされていなかった。ヴェオリア・トランスデブ (およびトランスデブ) は、2012年までMyBus、 2020年まで香港トラムを運行していた。
さらに、トランスデブは、旧トランスデブから継承されたヨーロッパの交通エンジニアリング・コンサルタント会社である Transamo をブリュッセル交通共同体 (STIB) と共同所有している。トランサモは、フランスの公共交通プロジェクトのプロジェクトマネジメントを専門としている.。

### 国別の主要子会社
- ドイツ
  - Transdev Deutschland (train)
  - fr:Bayerische Oberlandbahn (BOB) (train)
  - Meridian (train)
  - fr:Deutsche Eisenbahn-Gesellschaft (train)
- オーストラリア
  - Transdev Australasia
- カナダ
  - Transdev Canada
- チリ
  - RedBus Urbano S.A. (bus)
- 中国
  - RATP Dev Transdev Asia (tramway)
- コロンビア
  - Connexión Móvil
- スペイン
  - TRAM Barcelona (bus)
  - DETREN (bus)
- アメリカ合衆国
  - Transdev North America
  - ATC
  - Connex TCT
  - Yellow Transportation
  - Golden Touch Transportation (transfert de passagers aux aéroports de New York et du New Jersey)
  - en:Supershuttle
- フィンランド
  - Transdev Finland
- フランス (cf. § sur les réseaux urbains)
  - Transdev France (bus, tramway)
  - fr:Transdev Rail (bus, train)
  - fr:Eurolines (bus)
  - fr:Isilines (bus)
  - CGFTE
  - CFTI
  - Proxiway (véhicules électriques)
  - Veloway (vélos)
  - Cityway (information multimodale)
- アイルランド
  - Transdev Ireland
- ニュージーランド
  - Transdev Auckland
  - Transdev Wellington
- モロッコ
  - Transdev Maroc (tramway)
- オランダ
  - Transdev Nederland
  - fr:Connexxion
  - BBA Connex Groep
  - Breng
  - SBM (Stadsbus Maastricht Groep)
  - Limex
  - Novio
  - PZN (transport à la demande)
- イギリス
  - Transdev Plc (bus)
  - Bebb Travel Plc et Pullman Coaches Ltd au Pays de Galles (bus)
  - Dunn-Line Plc dans les Midlands de l’Est (bus)
- スロバキア
  - SAD Nitra (bus)
- スロベニア
  - Certus (bus)
  - I&I (bus)
- スウェーデン
  - Transdev Sverige (bus et train)
  - Merresor - fr:Snälltåget

運営事業者以外の形態:
* フランスの大手カーシェアリング会社 Caisse-Commune。1999年に設立、パリとイヴリー＝シュル＝セーヌに52拠点(2011年) 。
*2003 年に設立された欧州の鉄道事業体 EuRailCo 。
*Transamo は、1994年設立。トランスデブ とブリュッセル首都圏交通(STIB)によって管理されている。公共交通専用プロジェクトのプロジェクト管理を専門とする子会社である。
*Transdata exploitation、IT 子会社。
*Visual は観光バスを専門とし、1999 年からグループの子会社となっている (2010 年時点で従業員 163 名、車両 99 台)。

写真ギャラリー
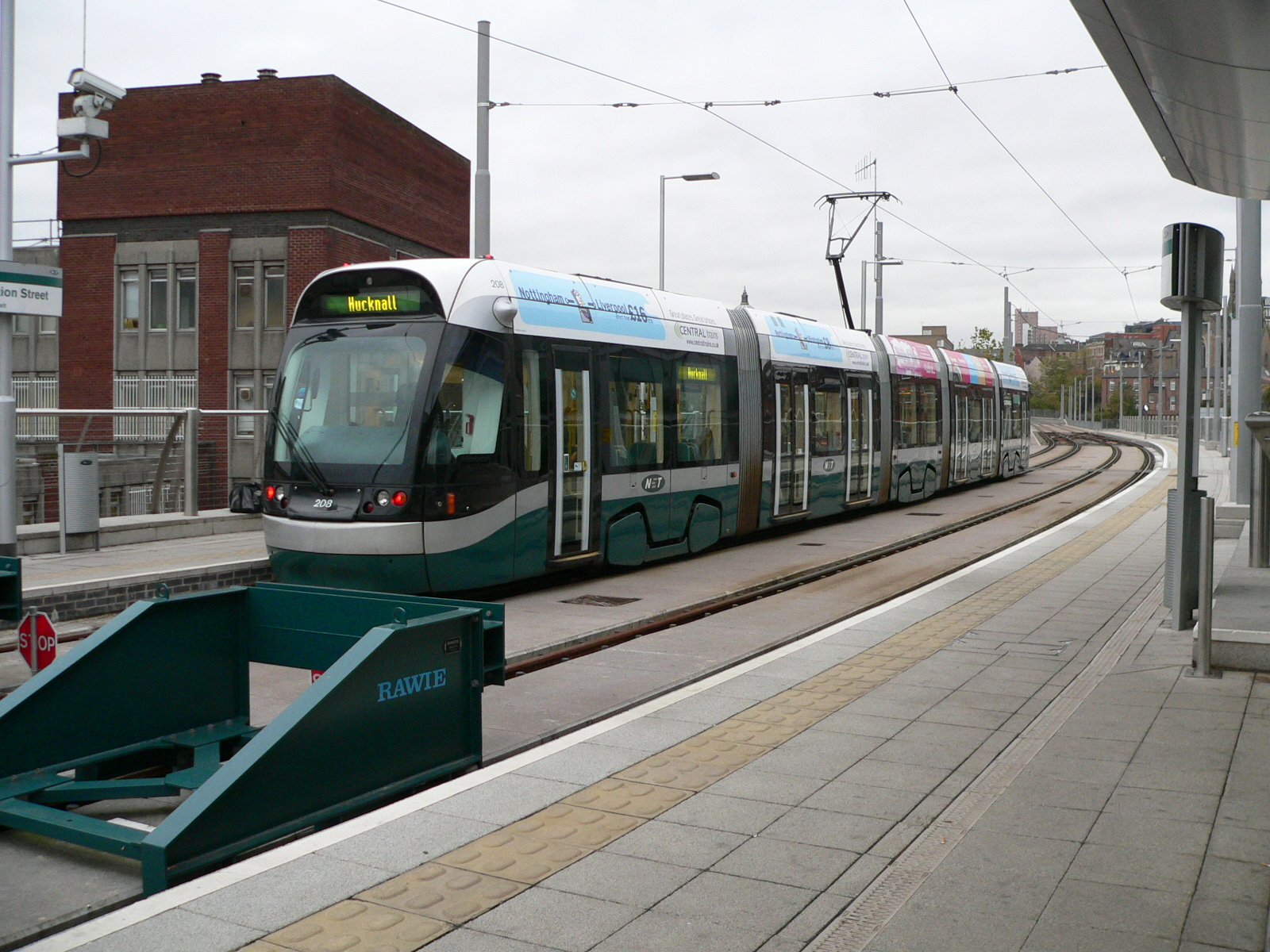
Nottingham Express Transitの列車
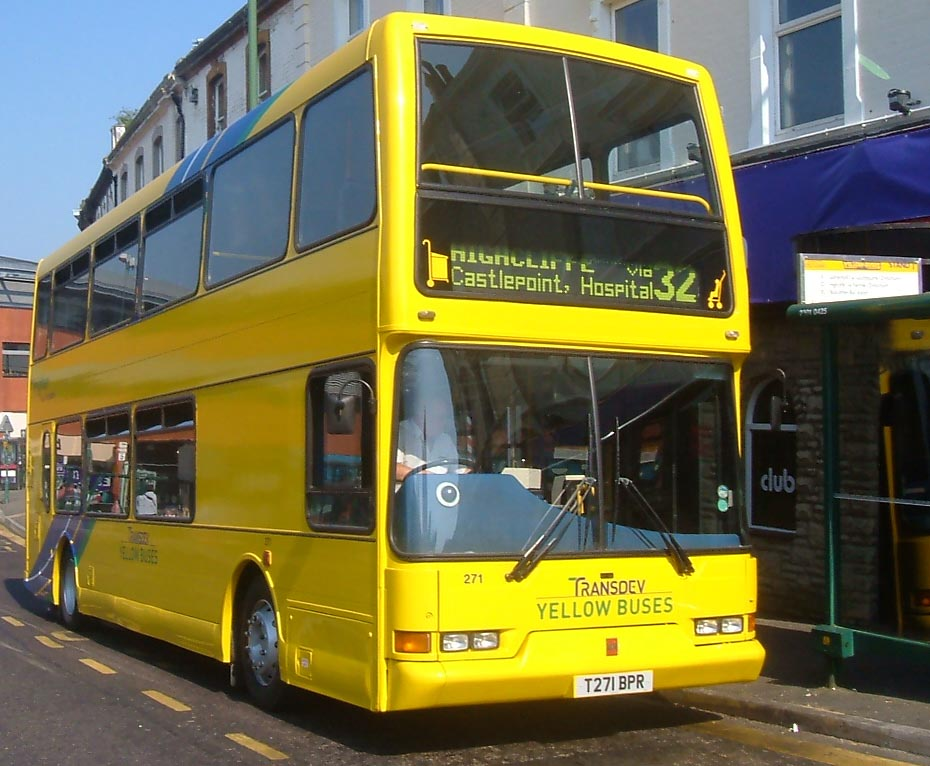
ボーンマスのトランスデブ・バス
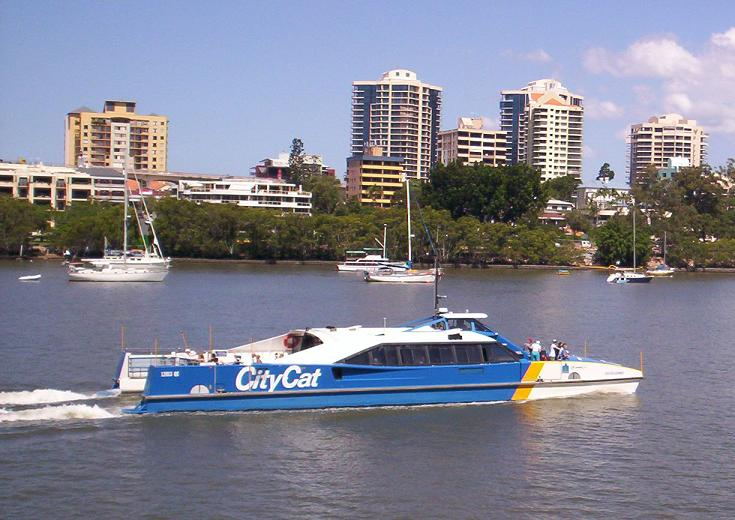
ブリスベンの水上バス.

## 北米
Transdev North America (2014年8月/9月までは Veolia Transportation) は、トランスデブの北米事業部門であ理、米国とカナダ全土で複数の公共交通を運営している。
旧トランスデブ (Limocar)  から継承された他の北米事業は、Veolia Transportationに含まれず、Transdev North Americaに含まれない。
2022年10月26日、トランスデブは First Transit 社を買収する契約を締結し 、2023年3月7日、トランスデブはファースト・トランジット社の買収を完了し、現在ファースト・トランジット社との契約はすべてトランスデブのブランドで運営されている。

### カナダ
Transdev Canada はカナダにおけるトランスデブの子会社であり、以下を運営している。
- York BRT Services L.P:  オンタリオ州ヨーク地域に拠点を置くTransdev Canadaの子会社で、ヨーク地域交通のVaughan路線を運行している。また、2005年4月から Viva Rapid Transit (Purple, Orange, Green, Pink, Blue) 路線も運行していたが、2014年4月に契約を獲得した Tok Transit に2015年6月に引き継がれた[40][41][42]。
- アルバータ州 エドモントンの Valley Line: トランスデブは TransEd consortium の一員として運営する[43][44]。 2023年に完成予定。
- Limocar: ケベック州のバス運行会社
- ケベック州: トランスデブはケベック州でバス、スクールバス、長距離バスを運行しており、Saint-Jean-sur-Richelieu public transit も運行している。
- Voyago: スクールバス、特別支援バス、チャーターバス、患者移送車を運行している。
- Hurontario LRT: 最近ヘイゼル・マッカリオン線に改名され、グレーター・トロント・エリアのミシサガとブランプトンを結んでいる。2024年に完成予定である。
- オンタリオ線：トロントにある全自動地下鉄線。2031年に完成予定。
- ブリティッシュコロンビア州: トランスデブは、 BCトランジットとトランスリンクの両方の多様な路線を、それぞれの HandyDART サービスと並行して運行している[45]。

Transdev Canada は2019年4月8日、カナダ人所有の運輸会社グループで、970台の車両を保有し、患者移送や学生輸送などを運営する Voyago の買収を発表した。

### アメリカ合衆国
Transdev North America USの事業:
- カリフォルニア州 アルカディア: Foothill Transit の運行の約半分 (2014年7月に契約締結) [48][49]
- カリフォルニア州 ビュート郡: Butte Regional Transit
- Capital Area Transportation Authority: Spec-Tran
- Charleston Area Regional Transportation Authority
- ノースカロライナ州コンコード: Concord Kannapolis Area Transit
- コロラド州 デンバー：メトロ全域のデンバー地域交通局 (RTD) 路線。契約は2014年から3年間更新され、2つの (1年間の) オプションが付帯されている.[50]。
- Detroit Department of Transportation: MetroLift
- バージニア州 フェアファックス郡:  Fairfax Connector[51]
- Georgia Regional Transportation Authority: アトランタ都市圏の12郡にサービスを提供するエクスプレスXpress
- ジョージア州 グイネット郡: Gwinnett County Transit
- ジョージア州 ハインズビル: Liberty Transit
- ルイジアナ州 ジェファーソン郡: Jefferson Transit
- Kansas City Area Transportation Authority: RideKC Freedom
- ネバダ州 ラスベガス: 2014年8月初旬よりRegional Transportation Commission of Southern Nevada  (RTC) との契約のパラトランジットサービス[52]
- ルイジアナ州 バトンルージュ: LSU Tiger Trails。トランスデブ社が旧運行会社First Transit社を買収した2023年3月から運行。
- M-1鉄道: QLine[53]  2017年の開業以来、トランスデブの運行は2021年に終了[54]。
- コロラド州 メサ郡: Grand Valley Transit
- フロリダ州 マイアミ: マイアミ都市圏の鉄道システム、トライレール (2007年に Veolia Transportation が契約を獲得)
- ウィスコンシン州 ミルウォーキー: The Hop[55]
- アラバマ州 モンゴメリー: 2023年3月から Montgomery Area Transit System
- ニュージャージー州 モンマス郡: 2023年に終了し、路線はニュージャージートランジットバスに引き継がれた。
- カリフォルニア州 ナパ郡: Vine Transit[56]
- ニューヨーク州 ナッソー郡: Nassau Inter-County Express (旧 MTA Long Island Bus) 2012年1月1日から[57]
- ルイジアナ州 ニューオーリンズ: New Orleans Regional Transit Authority
- ノースカロライナ州立大学: Wolfline
- アリゾナ州 フェニックス: Valley Metro Bus
- メリーランド州 プリンスジョージズ郡: TheBus
- ノースカロライナ州 ローリー: GoRaleigh
- カリフォルニア州 レディング: Redding Area Bus Authority。契約は2014年7月1日から2年間延長された.[58]。
- ニューヨーク州 ロックランド郡: Transport of Rockland
- Rutgers Campus Buses
- サンディエゴ: San Diego Metropolitan Transit Systemのバス路線と. SPRINTER DMU ライトレールシステム
- サンフランシスコ: San Francisco Municipal Transportation Agency (SFMTA) に代わりパラトランジット サービスを運営する 20 の独立プロバイダーを管理。
- コネチカット州 スノホミッシュ郡: Community Transit の通勤バス路線と州が運行する.Sound Transit Expressの路線の一部[59]。
- カリフォルニア州 ソラノ郡: Vacaville City Coach
- カリフォルニア州 ソラノ郡: SolTrans[60]
- Southwest Ohio Regional Transit Authority: Cincinnati Bell Connector
- テキサス州立大学: Bobcat Shuttle
- カリフォルニア州 ヨロ郡: Yolobus

#### サンディエゴ
Transdev NA は、サンディエゴ市と郊外に路線網を持つメトロポリタン・トランジット・システム(MTS)を運営している。2007年以降、トランスデブは事業の半分を地元のパートナー企業と共同で行い、700人の従業員と146台のバスが定期運行されている。トランスデブとMTN は数年前から、チュラビスタ自然センターと提携し、水素燃料電池を使用した新型車両の開発に取り組んでいる。

#### デンバー
トランスデブは、デンバー地域交通局と提携し、デンバーのバス輸送網の一部を運営している。Transdev NA が2005年から運行し、年間750万人の乗客を輸送。定期路線はバス125台、従業員350人である。

#### ナッソー郡
ニューヨーク州 ナッソー郡にてトランスデブ・ノース・アメリカは、巨大都市のすべての公共交通機関を管理する。

#### シアトル
シアトルのキング郡メトロは、米国で最も広範囲にわたる都市部・郊外部の交通網の一つを運営し、170万人以上の住民にサービスを提供している。メトロキングは、標準バス、連節バス、電気トロリー、ディーゼルハイブリッド電気バス、トラムなど、約1,300台の車両を運行している。250人以上の従業員を擁し、年間約50万人の乗客を輸送している。

#### サンフランシスコ
トランスデブはサンフランシスコにて複数のパラトランジット事業者を管理しており、タクシー会社や営利・非営利の事業者を含む20社以上の独立した事業者からなる輸送網を形成している。トランスデブは、サンフランシスコ市交通局 (SFMTA)に代わって複数の事業者を管理している。
以前の事業
- ボストン: Veolia Transportationは、ボンバルディア・トランスポーテーションおよびオルタネート・コンセプツ社と共同で、マサチューセッツ湾通勤鉄道 (MBCR) が2014年6月30日まで MBTA の地域通勤鉄道事業を運営していた[61]。MBCR は2013年に契約入札に敗れ、落札したケオリスが2014年7月1日に事業を引き継いだ。
- スーパーシャトル: シェアバンサービスのスーパーシャトルは、カナダ、アメリカ合衆国、メキシコで運行されていたが、 2019年9月にブラックストリート・キャピタル・マネジメントの関連会社に売却され、2019年末、ウーバーと市場の変化を理由にサービスを停止した[62]。 2020年春、スーパーシャトルの元社長であるデイブ・バードは、ライドシェア会社zTripの所有者と提携して、スーパーシャトルとExecuCar (シェアエグゼクティブリムジン) のブランドを買収し、2021年末までにいくつかの市場でサービスを再開する計画を立てた[63]。
- タクシー: Veolia は2019年にアメリカのタクシー事業を WHC に売却した[64]。
- フロリダ州 オーランド: ディズニー・カレッジ・プログラム用のバスを運行した。カレッジ・プログラムの参加者を各自のアパートからウォルト・ディズニー・ワールド・リゾートの勤務地まで送迎していたが、COVID-19のパンデミックにより中止され、再開後、別のバス会社に委託された。
- ニュージャージー・トランジット: トランスデブは2023年10月1日に契約を終了した。ニュージャージー・トランジットの子会社がモンマス郡の路線の運行を開始するまで、モンマス郡のすべての路線を運行していた[65]。
- カリフォルニア州 ロサンゼルス郡: ロサンゼルスメトロ。一部路線で31フィートバスを運行していた。サービスとメンテナンスの維持に失敗し、契約を失った。路線はロサンゼルスメトロと他の民間企業に引き継がれた。
- バッファロー大学のシャトルバス。トランスデブ社は2024年6月に契約を失い、現在WeDriveUが運行している。

## フランス

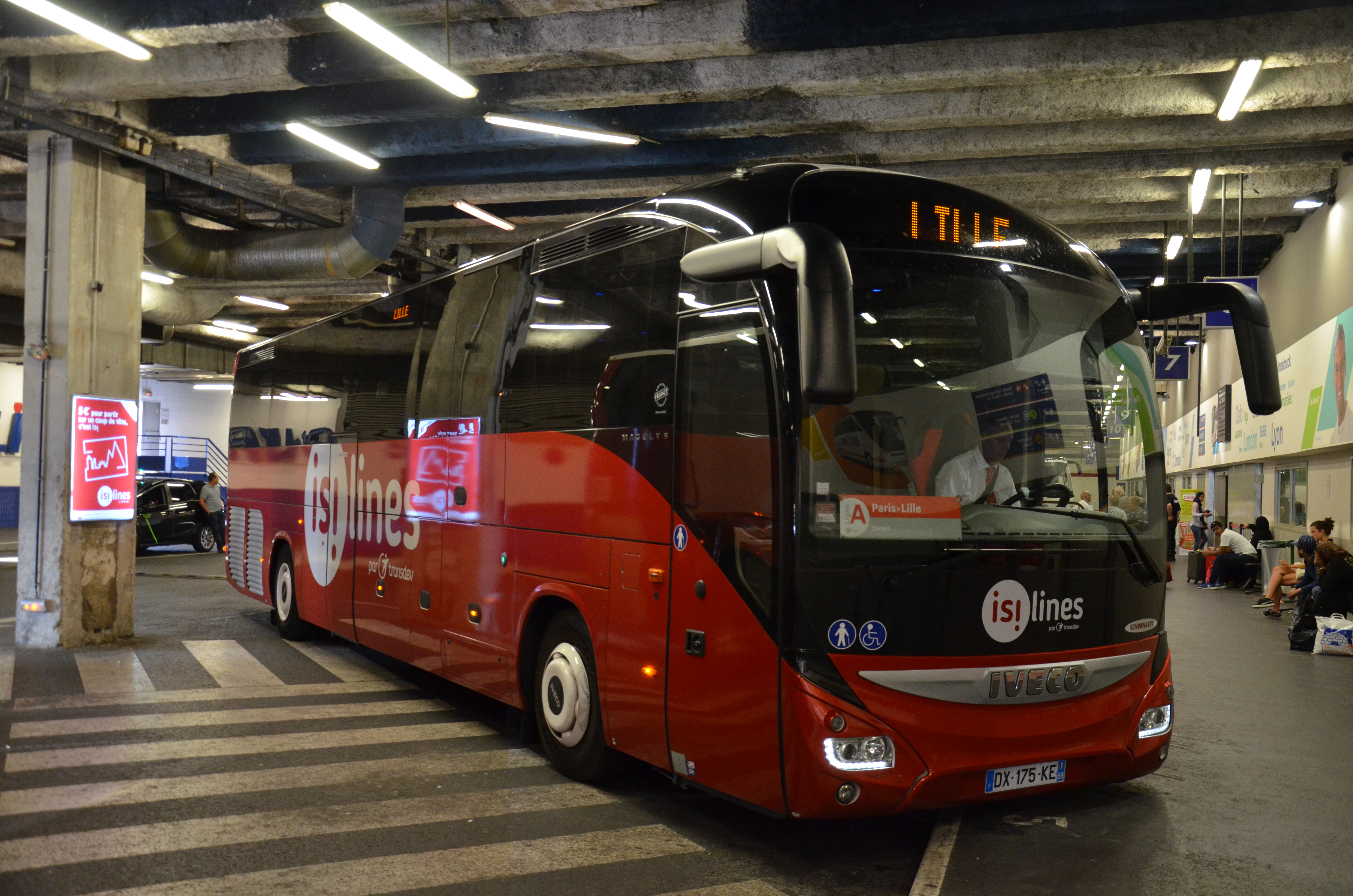
パリ＝ガリエニ国際バスターミナルにある、トランスデブの子会社であるIsilines,社のバス。

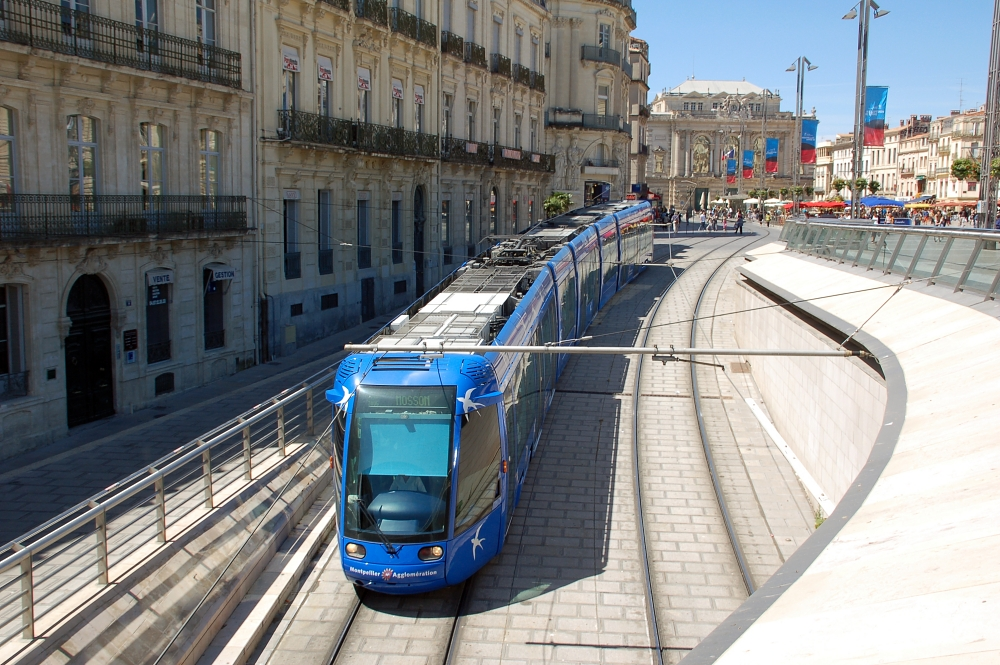
モンペリエトラム1号線

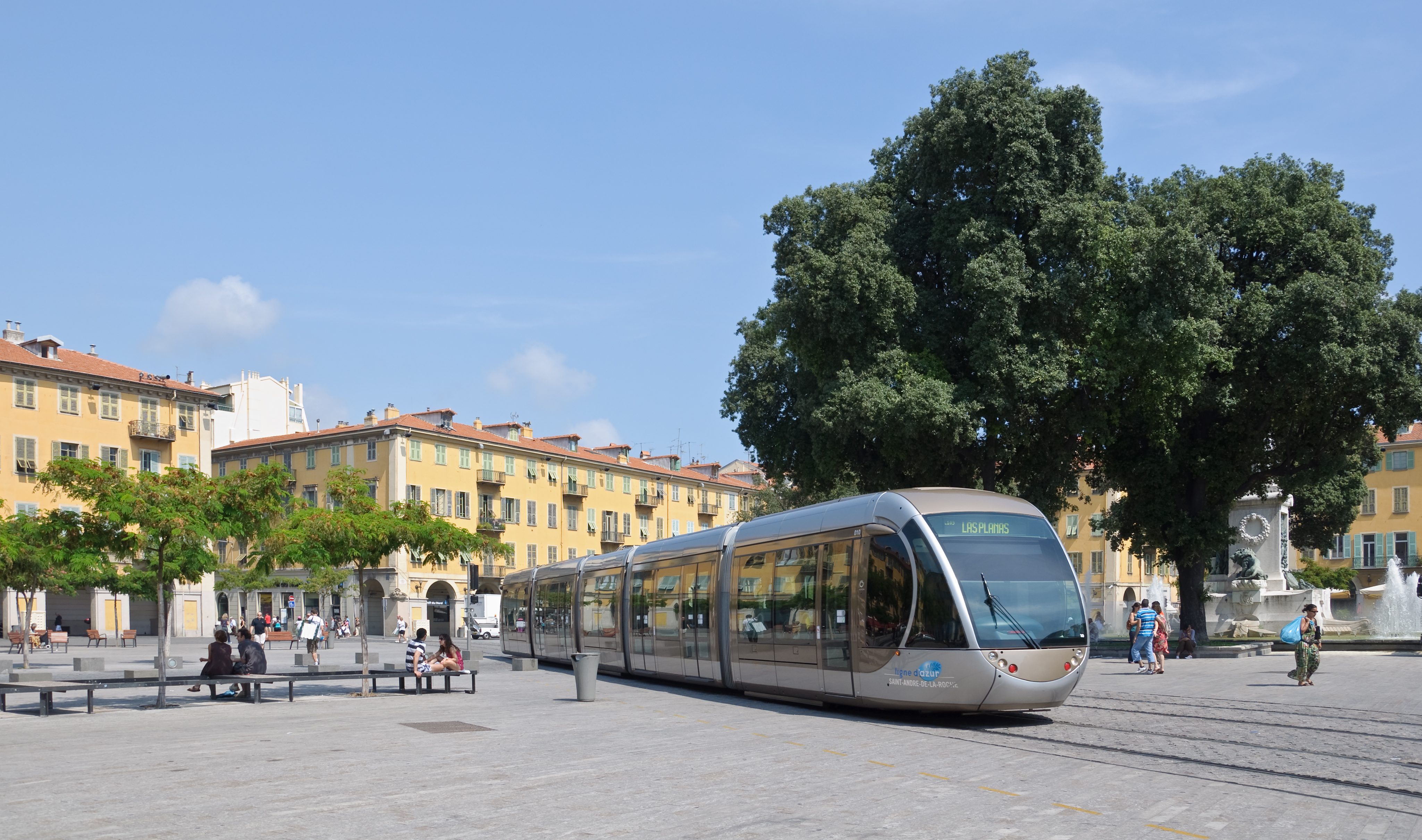
ガリバルディ広場を横切るニーストラム1号線。

ヴェオリア・トランスポールとの合併当時、トランスデブ・グループは全世界で47,000人を雇用し、売上高は25億ユーロ(2010年)に達していた。同グループはフランス(売上高の39%、従業員18,200人)、オランダ(売上高の33%、従業員14,700人)、英国(11%)、イタリア( 6%)、ポルトガル(5%)のほか、ドイツ、オーストラリア、カナダ、スペイン、モロッコにも拠点を置き、保有車両はバスと水上バスが合計15,624 台、地下鉄、トラム、電車が542 台、デマンド型交通が4,581台。

### 鉄道輸送
| 地域                                     | 運行事業者                                                                                       | 輸送網                          | 説明                                                                    | 備考               |
| ---------------------------------------- | ------------------------------------------------------------------------------------------------ | ------------------------------- | ----------------------------------------------------------------------- | ------------------ |
| 都市輸送                                 |                                                                                                  |                                 |                                                                         |                    |
| オーヴェルニュ=ローヌ＝アルプ地域        | Transdev Rail *Transdev Rail Bretagne *Transdev Rail Rhône et Transdev Rail Sud Inter-métropoles | Panoramique des Dômes           | ローカル鉄道網 - セサ峠〜ドーム山頂展望線                               |                    |
| オーヴェルニュ=ローヌ＝アルプ地域        | Transdev Rail *Transdev Rail Bretagne *Transdev Rail Rhône et Transdev Rail Sud Inter-métropoles | SYTRAL Mobilités                | ローカル鉄道網 - トラムトレインRhônexpress                              | 商業的な運行と保守 |
| ブルターニュ地域                         | Transdev Rail *Transdev Rail Bretagne *Transdev Rail Rhône et Transdev Rail Sud Inter-métropoles | TER BreizhGo                    | 地域鉄道網 (TER) - ギャンガン〜カレ線 - ガンガン〜パンポル線            | SNCFの下請け.      |
| プロヴァンス＝アルプ＝コート・ダジュール | Transdev Rail *Transdev Rail Bretagne *Transdev Rail Rhône et Transdev Rail Sud Inter-métropoles | TER Zou !                       | 地域鉄道網(TER) - マルセイユ・ヴェンティミーリア線                      | 2025年6月29日から, |
| グラン・テスト地域                       | Transdev Grand Est (Soléa)                                                                       | *TER Grand Est *トラム Mulhouse | 地域鉄道網(TER)と都市鉄道網 - トラムトレイン Mulhouse Vallée de la Thur | 2010年以降         |

### 地下鉄
| 地域                           | 運行事業者                 | 輸送網 | 説明               | 備考        |
| ------------------------------ | -------------------------- | ------ | ------------------ | ----------- |
| 都市輸送                       |                            |        |                    |             |
| パリ＝シャルル・ド・ゴール空港 | Transdev Aéroport Liaisons | CDGVAL | 空港アクセス地下鉄 | 2015年以降. |

### トラム
| 市                 | 運行事業者                                                | 輸送網                                                                 | 説明                                                                  | 備考                               |
| ------------------ | --------------------------------------------------------- | ---------------------------------------------------------------------- | --------------------------------------------------------------------- | ---------------------------------- |
| ル・アーヴル       | Transdev Le Havre                                         | LiA                                                                    | 都市輸送 - ル・アーヴルトラム                                         | 2023年に更新 [source insuffisante] |
| ミュルーズ         | Soléa (混合経済企業)                                      | Soléa                                                                  | 都市輸送 - トラム Mulhouse - トラムトレインMulhouse Vallée de la Thur |                                    |
| ナント             | SEMITAN                                                   | Naolib                                                                 | 都市輸送 - トラム Nantes - 路線バス Nantes                            |                                    |
| ランス             | Transdev Reims / Grand Reims Mobilités                    | Grand Reims Mobilités輸送網の一員、 MARSコンセッショングループの下請け | 都市輸送 - トラム Reims                                               |                                    |
| ルーアン           | Transports en commun de l'agglomération rouennaise (TCAR) | Astuce                                                                 | 都市輸送 - トラム Rouen - BHNS TEOR                                   |                                    |
| サン＝テティエンヌ | Transdev Saint-Étienne                                    | STAS                                                                   | 都市輸送 - トラム Saint-Étienne                                       |                                    |

### イル・ド・フランスの都市バス交通
| 運行事業者                    | 輸送網                                           | サービスエリア                   | 説明 |  |
| ----------------------------- | ------------------------------------------------ | -------------------------------- | --- |  |
| イル・ド・フランスの都市輸送  |                                                  |                                  | |  |
| Transdev AMV                  | イル・ド・フランスのバス                         | セーヌ＝エ＝マルヌ県             | マルヌ＝ラ＝ヴァレの新市街にバス輸送網を運行。旧Autocars de Marne-la-Vallée・ |  |
| Transdev Darche-Gros          | イル・ド・フランスのバス                         | セーヌ＝エ＝マルヌ県             | セーヌ＝エ＝マルヌ地域のバス輸送網を運営 |  |
| Transdev Interval             | イル・ド・フランスのバス                         | セーヌ＝エ＝マルヌ県             | Montereau-Fault-Yonne市と周辺地域のバス 輸送網を運営 |  |
| Transdev Fontainebleau        | Aérial, イル・ド・フランスのバス                 | セーヌ＝エ＝マルヌ県             | フォンテーヌブロー市と周辺のバス路線網を運営 |  |
| Transdev N'4 Mobilités        | イル・ド・フランスのバス                         | セーヌ＝エ＝マルヌ県             | Roissy-en-Brie周辺地域のバス輸送網を運営 |  |
| Transdev Coulommiers          | イル・ド・フランスのバス                         | セーヌ＝エ＝マルヌ県             | Coulommiers 市と周辺地域のバス輸送網を運営している。 |  |
| Transdev Marne et Morin       | イル・ド・フランスのバス                         | セーヌ＝エ＝マルヌ県             | セーヌ＝エ＝マルヌ県のバス網を運営 |  |
| Transdev Bièvre Bus Mobilités | イル・ド・フランスのバス                         | ヴァル＝ド＝マルヌ県, エソンヌ県 | |  |
| Transdev Sénart               | Sénart, イル・ド・フランスのバス                 | エソンヌ県, セーヌ＝エ＝マルヌ県 | 都市輸送 - 路線バス Sénart Bus と Sénart Express - BHNS ライン TZen 1 - オンデマンド交通(TAD) |  |
| Transdev CEAT                 | Paris-Saclay Mobilités, イル・ド・フランスのバス | エソンヌ県, セーヌ＝エ＝マルヌ県 | エソンヌ県のサント＝ジュヌヴィエーヴ＝デ＝ボワ、 ロンジュモー、 Épinay-sur-Orge と ブレティニー＝シュル＝オルジュ 、セーヌ＝エ＝マルヌ県の ポントー＝コンボー 周辺エリアを結ぶバス路線網を運営。以前は CEA Transportsだった。 Exploite une partie du パリ-サクレー間のバス輸送網 の一部と クール・デソンヌ都市圏のバス輸送網を運営。 |  |
| Transdev STRAV                | イル・ド・フランスのバス                         | エソンヌ県, セーヌ＝エ＝マルヌ県 | Essonne南部 のバス輸送網を運営 |  |
| Transdev TRA                  | セーヌ＝サン＝ドニ県                             | エソンヌ県, セーヌ＝エ＝マルヌ県 | Seine-Saint-Denisを結ぶバス網を運営 |  |
| Transdev Ecquevilly           | イル・ド・フランスのバス                         | イヴリーヌ県, ヴァル＝ドワーズ県 | イヴリーヌでバス輸送網を運営しており、 レ・ミュロー、fr:Meulan-en-Yvelines、 fr:Ecquevilly 、fr:Bouafle、Chapet、オーベルジャンヴィル、Maule 、ノワジー＝ル＝ロワ、 Bailly、Feucherolles 、Saint-Nom-la-Bretèche の町に加え、ヴァル＝ドワーズ県一部、 Banthelu の町、Cergy-Pontoise。                                                |  |
| Transdev CSO                  | イル・ド・フランスのバス                         | イヴリーヌ県                     | |  |
| Transdev Rambouillet          | イル・ド・フランスのバス                         | イヴリーヌ県                     | ランブイエ と周辺のバス輸送網を運営 |  |
| Transdev Houdan               | イル・ド・フランスのバス                         | イヴリーヌ県                     | イヴリーヌ県のfr:Houdan、サン＝カンタン＝アン＝イヴリーヌ、マント＝ラ＝ジョリー、fr:La Verrière の町を結ぶバス輸送網を運営 |  |
| Transdev Boucle des Lys       | DSP No.32に対応する輸送網を運行                  | イヴリーヌ県                     | サン＝ジェルマン＝アン＝レー と周辺地域のバス輸送網を運営 |  |
| Transdev Versailles           | DSP No.28に対応する輸送網を運行                  | イヴリーヌ県                     | ヴェルサイユと周辺地域のバス路線網を運営 |  |

#### Transdev Les Cars d'Orsay
1957年11月2日、オルセー(エソンヌ)にて創設。トランスデブグループの元子会社で、2022年8月1日までパリ - サクレーバス輸送網の路線の大部分と、エソンヌ県の一部、オルセー、レ・ジュリス、マシー 、Bures-sur-Yvetteの各コミューン領域にあるアルバトランスの路線の一部を運行していた。

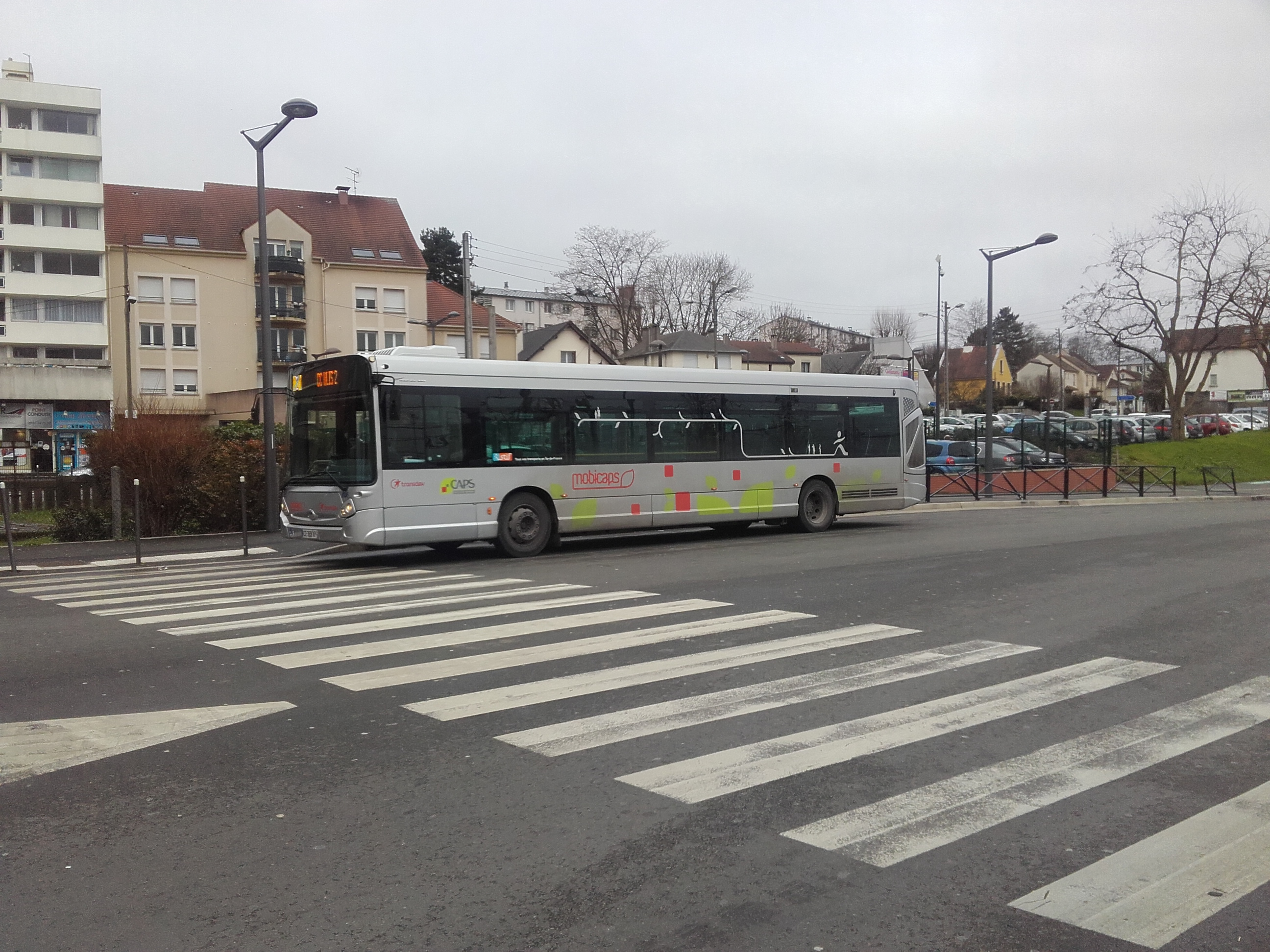
Heuliez GX 327 n°535、Massy-Palaiseau バス停留所
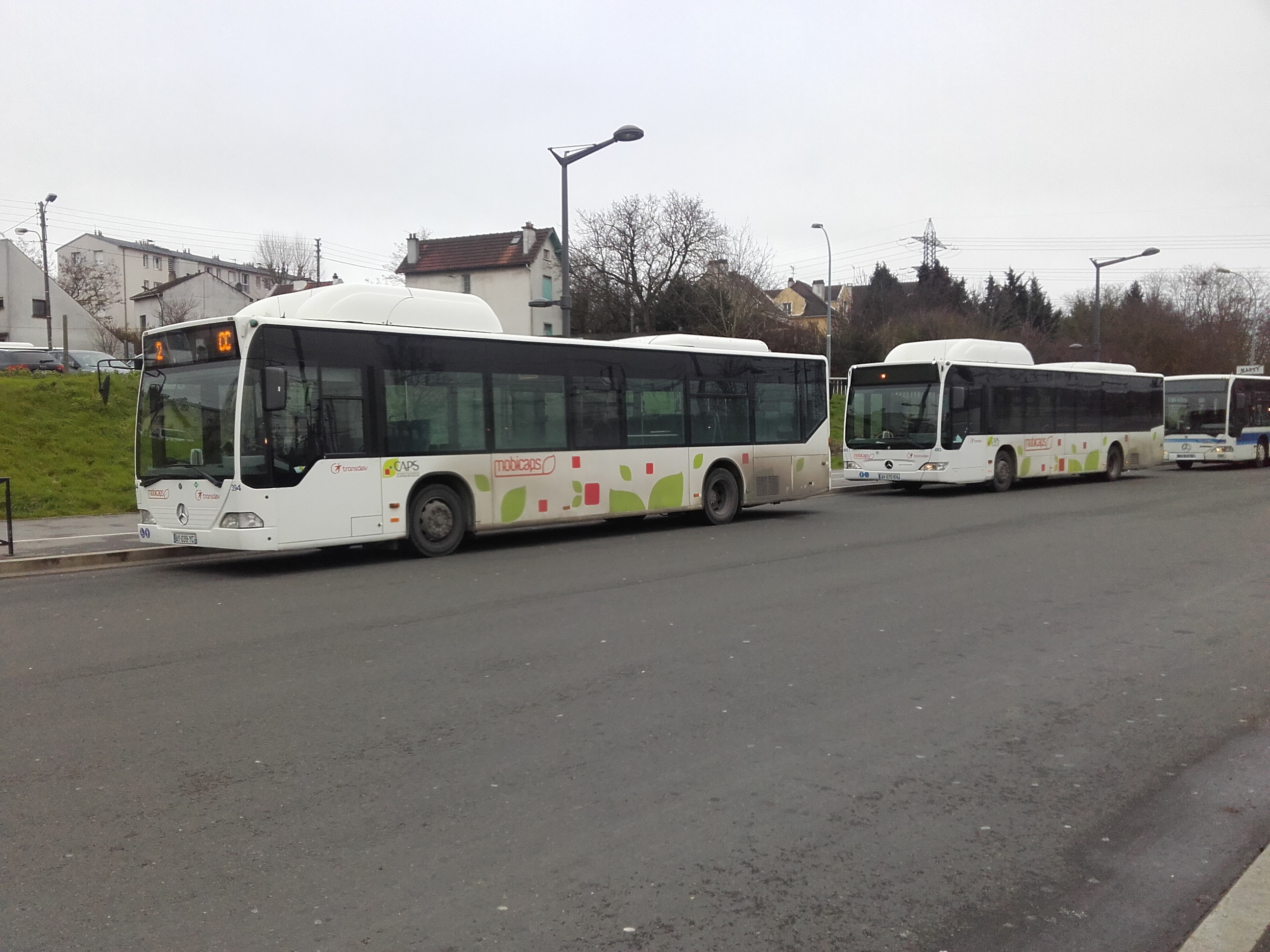
マッシー・パレゾーバス停留所のメルセデス・シターロ CNG n°394 とメルセデス・シターロ II CNG n°493。
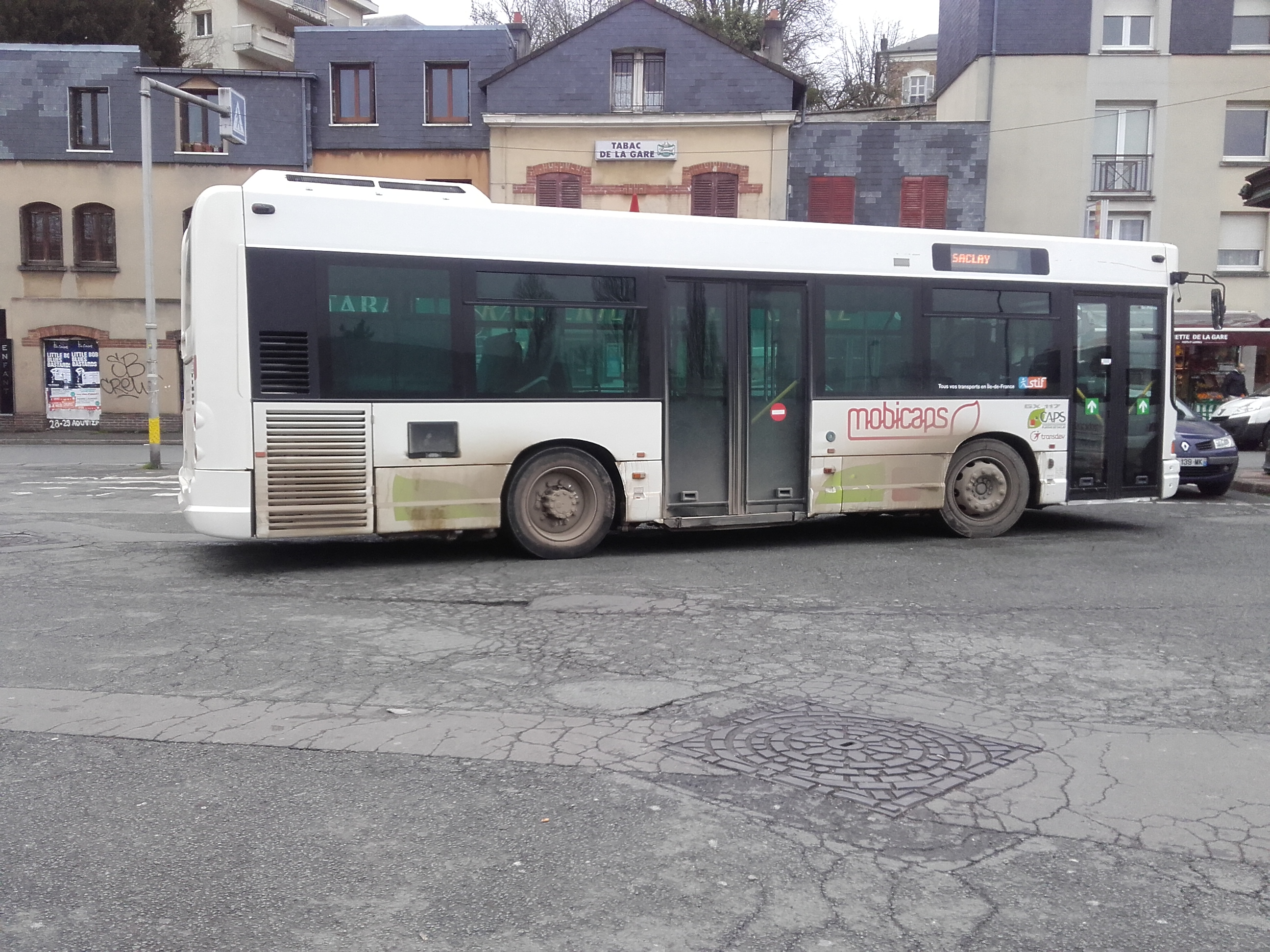
Heuliez GX 117 n°382、fr:gare d'Orsay-Ville駅。

### 都市バス輸送網 (イル・ド・フランスを除く)
| 市                                            | 運行事業者                                                                    | 輸送網                     | 説明 | 期間              |
| --------------------------------------------- | ----------------------------------------------------------------------------- | -------------------------- | --- | ----------------- |
| 都市輸送                                      |                                                                               |                            | |                   |
| アルベールヴィル                              | Transdev Albertville                                                          | Transports Région Arlysère | - 都市交通 - スクールバス - オンデマンド                                                                                             | 2018-2028         |
| Annonay                                       | STADE (Société des Transports d'Annonay, Davézieux et Extensions)             | Babus                      | - 都市交通 - オンデマンド |                   |
| アルル                                        | Transdev Arles                                                                | Envia                      | - 都市交通 - 都市間交通 |                   |
| オセール                                      | Auxerrois Mobilités                                                           | Léo                        | - 都市交通 - 郊外交通 - スクールバス - オンデマンド - セルフサービス自転車                                                           | 2018-2023         |
| バランタン                                    | Transdev Normandie                                                            | MOCA                       | - 都市交通 | 2024-2029         |
| バル＝ル＝デュック                            | Bus Est                                                                       | TUB                        | - 都市交通 - 都市間交通 - スクールバス - オンデマンド - セルフサービス自転車                                                         | 2014-2021         |
| ボーヴェ                                      | Transdev Beauvaisis Mobilités                                                 | Corolis                    | - 都市交通 - 都市間交通 - スクールバス - オンデマンド (Chronopro et Corolis à la demande)                                            |                   |
| ブリアンソン                                  |                                                                               | TUB                        | - 都市交通 - オンデマンド (TUB à la demande)                                                                                         |                   |
| ブリーヴ＝ラ＝ガイヤルド                      | Transdev Brive                                                                | Libéo                      | - 都市交通 - スクールバス (Libéo Scolaire) - オンデマンド (Libéo à la demande et Libéo Accessible)                                   | 2018-2025         |
| カレー                                        | STCE (Société des Transports de Calais et Extensions)                         | Imag'in                    | - 都市交通 - スクールバス - 水上バス - セルフサービス自転車 (Vel'in et Velect'in)                                                    | 2017-2028         |
| シャロン＝シュル＝ソーヌ                      | STAC (Société de Transport de l'Agglomération Chalonnaise)                    | Zoom                       | - 都市交通 - オンデマンド (Declic) - 相乗り (Yvon) - セルフサービス自転車 (Réflex)                                                   |                   |
| シャルトル                                    | Chartres Mobilité                                                             | Filibus                    | - 都市交通 - 郊外交通 - オンデマンド (Filibus à la demande)                                                                          |                   |
| シャモニー＝モン＝ブラン                      | Mont Blanc Bus                                                                | Chamonix Bus               | - 都市交通 - スクールバス - オンデマンド (Mobil'Bus)                                                                                 | 2015-2022         |
| シェルブール＝アン＝コタンタン                | Transdev Normandie                                                            | Cap Cotentin               | - 都市交通 - スクールバス - オンデマンド (Cap à la Demande) - 地域間交通 - 季節輸送 + 二次輸送 - オラノ と フランス電力の輸送        |                   |
| Clermont-de-l'Oise                            | Transdev Oise Cabaro                                                          | Lebus                      | |                   |
| コンピエーニュ                                | Transdev Picardie Acary                                                       | TIC                        | - 都市交通 - 郊外交通 - スクールバス - 都市間交通                                                                                    |                   |
| ディエップ                                    | Transdev Urbain Dieppe                                                        | Deep Mob                   | - 都市交通 - スクールバス - オンデマンド (Créabus)                                                                                   | 2019-2026         |
| ダンケルク                                    | STDE (Société des Transports de Dunkerque et Extensions)                      | DK'BUS                     | - 都市交通 - スクールバス - オンデマンド (Taxibus, Étoile et Handibus)                                                               |                   |
| Flers                                         | Transdev Normandie                                                            | Némus                      | - 都市交通 - オンデマンド - スクールバス                                                                                             |                   |
| フォワ                                        | Cap Pays Cathare                                                              | F'Bus                      | - 都市交通 - オンデマンド |                   |
| フージェール                                  | Transdev Fougères                                                             | SURF                       | - 都市交通 - スクールバス |                   |
| グラース                                      | Transdev Grasse                                                               | Sillages                   | - 都市交通 - スクールバスオンデマンド                                                                                                |                   |
| ラ・ロシェル                                  | Transdev La Rochelle (exploité en partie)                                     | Yélo                       | - 都市交通 - スクールバス - オンデマンド - セルフサービス自転車 - カーシェア(Yélomobile)                                             |                   |
| ル・アーヴル                                  | CTPO (Compagnie des Transports de la Porte Océane)                            | LiA                        | - トラム - 都市交通 - 郊外交通 - オンデマンド - ケーブルカー - TER レザード・エクスプレス (ou LER) - セルフサービス自転車 (LiAvélos) | Renouvelé en 2023 |
| ランス-リエヴァン-エナン＝ボーモン-ベテューヌ | Transdev Artois-Gohelle                                                       | Tadao                      | - 都市交通 - スクールバス - オンデマンド (Allobus) - TER                                                                             | Renouvelé en 2023 |
| リブルヌ                                      | STL (Société des Transports Libournais)                                       | Calibus                    | - 都市交通 - スクールバス |                   |
| リモージュ                                    | STCLM (Société de transports en commun de Limoges Métropole)                  | TCL                        | - リモージュ・トロリーバス - 都市交通 - オンデマンド (TELOBUS)                                                                       |                   |
| ロンウィ                                      | SEMITUL (Société d'économie mixte des transports urbains du Bassin de Longwy) | TGL                        | - 都市交通 - オンデマンド - スクールバス                                                                                             |                   |
| Louviers                                      | Transdev Urbain Seine-Eure                                                    | SEMO                       | - 都市交通 - オンデマンド - スクールバス                                                                                             |                   |
| リュネヴィル                                  | Bus Est                                                                       | Lunéo                      | - 都市交通 - スクールバス - オンデマンド                                                                                             |                   |
| マコン                                        | Transdev Mâconnais-Beaujolais                                                 | TRéMA                      | - 都市交通 - スクールバス - オンデマンド                                                                                             | 2017-2024         |
| マノスク                                      | Transdev Brémond                                                              | Transagglo                 | - 都市交通 - 都市間交通 - スクールバス - オンデマンド                                                                                | 2019-2025         |
| Méru                                          | Transdev Oise Cabaro                                                          | Sablons Bus                | - 都市交通 - 都市間交通 - オンデマンド                                                                                               |                   |
| ミヨー                                        | Transdev Midi-Pyrénées Autocars Causse                                        | Mio                        | - 都市交通 - オンデマンド |                   |
| モントーバン                                  | Société d'économie mixte des transports montalbanais                          | TM Transports Montalbanais | - 都市交通 - スクールバス - オンデマンド                                                                                             | 2013-2022         |
| モン＝ド＝マルサン                            | Transdev du Marsan                                                            | Tma                        | - 都市交通 - スクールバス - オンデマンド                                                                                             |                   |
| モンペリエ                                    | Transports de l'agglomération de Montpellier                                  | TAM Montpellier 3M         | - トラム - 都市交通 - 郊外交通 - スクールバス - オンデマンド                                                                         |                   |
| ミュルーズ                                    | Soléa                                                                         | Même nom pour le réseau    | - トラム - トラムトレイン(exploité en partie) - 都市交通 - 郊外交通 - スクールバス - オンデマンド                                    |                   |
| ナント                                        | Société d'économie mixte des transports en commun de l'agglomération nantaise | TAN                        | - トラム - BHNS - 都市交通 - スクールバス - オンデマンド                                                                             |                   |
| ニオール                                      | Transdev Niort Agglomération                                                  | Tanlib                     | - 都市交通 - 郊外交通 - スクールバス - オンデマンド                                                                                  | Renouvelé en 2023 |
| オランジュ                                    | Sud Est Mobilités                                                             | TCVO                       | - 都市交通 - スクールバス |                   |
| ランス                                        | Transdev Reims                                                                | CITURA                     | - トラム - 都市交通 - 郊外交通 - スクールバス - オンデマンド                                                                         |                   |
| ロアンヌ                                      | Transdev Roanne                                                               | STAR                       | - 都市交通 - 郊外交通 (Péry) - スクールバス (Schooly) - オンデマンド (Fléxy) - 相乗り (Mov'ici) - セルフサービス自転車 (Biky)        |                   |
| ロシュフォール                                | Transdev Rochefort Océan                                                      | R'bus                      | - 都市交通 - スクールバス - • オンデマンド                                                                                           | 2017-...          |
| ルーアン                                      | Transports en commun de l’agglomération rouennaise (exploité en partie)       | Réseau Astuce              | - トラム - BHNS - 都市交通 - 郊外交通 (sauf Elbeuf et son agglomération) - 水上バス - スクールバス - オンデマンド (Filo'r)           |                   |
| ロワイヤン                                    | Transdev Royan Atlantique                                                     | Cara'Bus                   | - 都市交通 - 郊外交通 - スクールバス - オンデマンド - セルフサービス自転車 (cara'vel)                                                | 2020-...          |
| サブレ＝シュル＝サルト                        | Transdev STAO                                                                 | Réso                       | - 都市交通 - オンデマンド |                   |
| Saint-Avold                                   | Bus Est                                                                       | Transavold                 | - 都市交通 - スクールバス - オンデマンド                                                                                             |                   |
| サン＝ディエ＝デ＝ヴォージュ                  | Transdev Transports Déodatiens                                                | Sylvia                     | - 都市交通 - 都市間交通 - スクールバス - オンデマンド (SylVousPlait)                                                                 |                   |
| サン・マロ                                    | Transdev SMA Mobilités                                                        | Réseau MAT                 | - 都市交通 - スクールバス - オンデマンド                                                                                             | 2024-2031         |
| サン＝ディジエ                                | Transdev Saint-Dizier                                                         | Ticéa                      | - 都市交通 - スクールバス - オンデマンド                                                                                             |                   |
| サン＝テティエンヌ                            | Société Transports Publics de l'Agglomération Stéphanoise                     | STAS                       | - トラム - サン＝テティエンヌ・トロリーバス - 都市交通 - 郊外交通 - スクールバス - オンデマンド                                      |                   |
| サン＝カンタン                                | Transdev Mobilités du Saint-Quentinois                                        | Bus Pastel                 | - 都市交通 |                   |
| サンス                                        | Sénonais Mobilités                                                            | Intercom                   | - 都市交通 - 都市間交通 - スクールバス - オンデマンド (Cartobus)                                                                     |                   |
| ヴァンヌ                                      | Transdev GMVA Mobilités                                                       | kicéo                      | - 都市交通 - 都市間交通 - スクールバス - オンデマンド                                                                                | 2024-2031         |
| ヴィルフランシュ＝シュル＝ソーヌ              | Transdev Villefranche Beaujolais                                              | Libellule                  | | 2022-2028         |

- fr:Ajaccio (TCA)
- グルノーブル (TAG)
- ニース (fr:Lignes d'Azur) (assistance technique)
- Saint-Denis (Citalis)
- Saint-Pierre (fr:Alternéo)
- fr:Trévoux (Saônibus)
- fr:Val de Briey (Réseau Le Fil)
- Valence (Citéa)
- fr:Verdun (TIV)
- fr:Vichy (MobiVie)
- fr:Villeneuve-sur-Lot (Élios)
- Vitrolles (Bus de l'Étang)

都市間交通 (イル・ド・フランスを除く)
- Autocars Martin
- fr:Citram Pyrénées
- Compagnie Armoricaine de Transport (CAT + Aulne Autocars + Douguet Autocars)
- Compagnie de Transport du Morbihan (CTM)
- Compagnie des Autocars de Provence
- Compagnie des Autocars de L'Anjou (CAA)
- Courriers Automobiles Picards
- Courriers de la Marne
- Courriers de l'Aube
- Les Cars de Château Thierry
- Les Cars du Pays de Valois
- Les Cars Mariette
- Mont-Blanc Bus
- Ocecars (La Rochelle)
- Pays d'Oc Mobilités
- Rapides de Bourgogne
- Rapides de Lorraine
- Rapides de Saône-et-Loire
- Rapides Côte d'Azur
- Tga
- Trans'L
- fr:Trans Val-d'Oise
- Transavoie
- Transdev Alsace
- Transdev Alpes-Maritimes
- Transdev Arles
- Transdev Artésiens (ex-Les Autobus Artésiens)
- fr:Transdev ATCRB
- Transdev Compagnie Axonaise
- Transdev Dauphiné
- Transdev Durance
- Transdev Littoral Nord
- Transdev Loir-et-Cher
- fr:Transdev Loiret
- Transdev Manosque
- Transdev Nord
- Transdev Oise Cabaro
- Transdev Pays d'Or
- Transdev Picardie
- Transdev Poitou-Charentes
- Transdev Rhône-Alpes Interurbain
- Transdev STAO (Société des transports par autocars de l'ouest[72])
- Transdev Touraine
- fr:Transdev Trans Val de France
- Transdev Var
- Transdev Vaucluse
- Transpérigord
- Transports Bérard
- Transports Frossard
- Transports d'Ille-et-Vilaine et extensions (TIV)
- fr:Transports interurbains de la Sarthe
- Tourisme Verney (TV)
- Vea
- Voyages Crolard
- Voyages Dunand
- Voyages Guichard
- fr:Voyages et transports de Normandie (VTNI)

## ドイツ
Transdev Germany はドイツ国内でバスと鉄道を運行している。2015年3月に Veolia Verkehr GmbH から社名が変更された。
2018年11月、トランスデブはハノーファーの地域鉄道網の運営契約を獲得した。年間約930万キロの鉄道、乗客通常年間3000万人以上、15億ユーロ超の価値があり、トランスデブドイツにとって史上最大の地域鉄道契約である。
2019年1月、Rethmann の親会社である Rhenus Veniro がトランスデヴの株式を34%に増やし、トランスデヴのドイツポートフォリオに追加された。 シェアバンサービスのスーパーシャトルはベルリンで運行されていたが、2019年9月に Blackstreet Capital Management の関連会社に売却され、2019年末に、ウーバーと市場の変化を理由にサービスを停止した。

## ヨーロッパ (ドイツ、フランス以外)

### チェコ共和国
2018年12月、トランスデブはモラヴィア・スレスコ州 Bruntál、Krnov、Nový Jičín、Rýmařov での10年契約の運行を始めた 。トランスデブはチェコ共和国でバスを運行していたが、 2013年5月にアリーヴァに売却された (下記 中央ヨーロッパのセクションを参照) 。2019年8月、トランスデブはモラヴィア・スレスコ州で410台のバスを運行していた3CSADグループを買収し、チェコ共和国で4番目に大きなバス運行会社となった。

### アイルランド

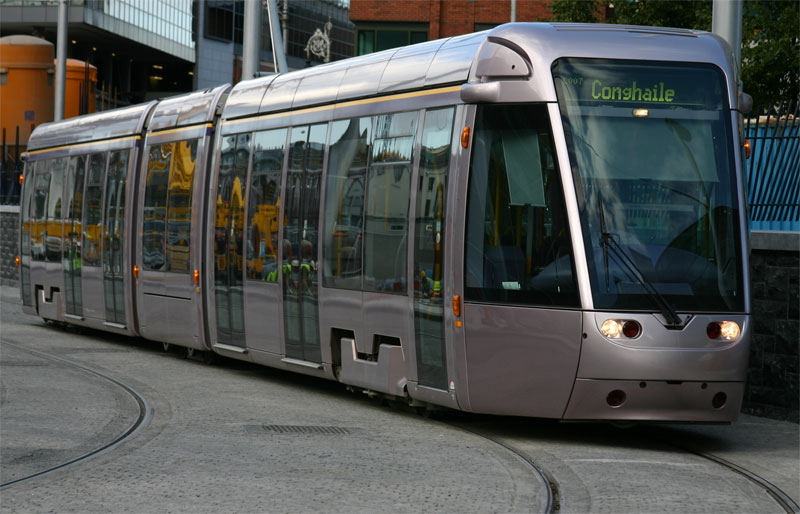
ダブリンの ルアス トラム

Transdev Ireland  (2013年5月まで Veolia Transport Ireland ) は、2004年からダブリンのルアス路面電車システムを運営している。  2019年6月、トランスデブは、2019年12月1日からさらに6年間、5年間の延長オプション付きでシステムの運営と保守を行う新たな契約を獲得した。

### ポルトガル
Transdev Portugal は、ポルトガル全土でバスと長距離バスの運行サービスを提供しており、以前はライトレールも運行していた。 1997年に設立され、ノルメトロ・コンソーシアムを通じてポルトメトロのライトレール事業にの入札に参加した。ライトレールは2002年に開通し、2010年まで Transdev Portugal が運行した.。Transdev Portugal は、2002年に CAIMA グループ、2010年に Joalto グループを買収した。2017年1月1日以降、アヴェイロバス輸送網からバス24台、フェリー1隻、ボート2隻を取得した。
シェアバンサービスのスーパーシャトルは国内で運行されていたが、 2019年9月に Blackstreet Capital Management の関連会社に売却され、2019年末にウーバーと市場の変化をる理由に、サービスを停止した。

### オランダ
Transdev Netherlandsは、 Connexxion と Witte Kruisという2つの事業体から構成されている。
1997年から、Veolia Transport Nederland はオランダ国内でバス、電車、フェリーサービスを運営していた。
2007年10月、トランスデブはコネクションの株式の50%を取得した。 2013年2月、トランスデブの株式保有率は86%に増加した。同年、Veolia Transdev の世界的なブランド変更計画が作られ、各事業体はブランド名を変更せずに別々に存続し 、2015年12月に Transdev Netherlands が設立され、3つの事業体を一つのブランド名の下に統合した。 2016年5月、Veolia Transport Nederland は Connexxion と一つの経営下に置かれ、Connexxion に置き換えられた。
ウィッテ・クルーズ (オランダ語で白十字) はトランスデブの移動介護組織である。
シェアバンサービスのスーパーシャトルは国内で運行されていたが、 2019年9月に Blackstreet Capital Management の関連会社に売却され、2019年末、ウーバーと市場変化を理由にサービスを停止した。

### スペイン
トランスデブは、バルセロナで2つの路面電車路線 (Trambaix と Trambesòs) を運営する合弁会社 TramMet を構成する企業の1つである。トランスデブは、路面電車輸送網の運営会社の株式の66%と、コンセッション会社の株式の5.53%を保有している.。
トランスデブは、Saycr および Ineco とともに、以前は Tenemetro, SL を設立し、2003年から Tenerife Tramを運行しているMetropolitan de Tenerife  (MTSA) の株式14% (うちTransdev 8.5%) を保有していた。テネリフェ島政府 (Cabildo Insular de Tenerife) は同社の株式の80%を所有していた。路面電車の運行は、旧Transdev から引き継がれた。 2017年4月4日、持株は売却されテネリフェ島政府100%所有となった。
トランスデブは、ムルシア・トラムとマドリードの Metro Ligero Oeste の試運転と運行にも参加した。 
シェアバンサービスのスーパーシャトルは国内で運行されていたが、 2019年9月に Blackstreet Capital Management の関連会社に売却され、2019年末にウーバーと市場の変化を理由に、サービスを停止した。

### スウェーデン
トランスデブ (Transdev Sverige AB) は、スウェーデンで複数の子会社を展開している。同社は2015年2月2日に Veolia Transport Sverige AB から社名変更された 。 子会社は以下のとおりである。
- Bussakuten
- Norrköping: トランスデブは、Östgötatrafiken に代わって Norrköping tramway を運営している。
- People Travel Group
- Snälltåget はマルメからストックホルムやウプサラへの長距離列車を運行する会社で[106]、冬季にはさらに Åre まで運行し、夏季にはマルメからベルリンへの長距離列車と Trelleborg 経由で Sassnitz への列車フェリーを運行している[107]。
- Styrsöbolaget はヨーテボリのフェリー会社で、川を横断するフェリー  (Älvsnabben)  と南部の群島へのフェリーを運航している。
- トランスデブ社は地方自治体 (Västtrafik) との契約に基づき、いくつかの地方都市バス網や都市間路線も運営している。
- トランスデブは2019年からストールストックホルムス・ロカールトラフィーク (SL) に代わってストックホルム北部でローカルバスサービスを運営している。
- トランスデブはまた、 2016年6月13日からウメオでバスサービスを運営を勝ち取った[108]。

2018年1月、トランスデブはストックホルム群島のフェリー運航会社である Blidösundsbolaget の買収を完了した。 同社は現在、ストックホルム群島で4つのフェリー契約のうちの1つを運航している。2018年12月、ブリッドスンドスボラゲットはストックホルム群島で2番目かつ最大の契約を獲得し、契約期間は2019年12月から9年間となった。さらに、2018年4月、同社はエケロリンイェン89番のシャトルサービスを2018年8月から7年間運航することを委託された。
2019年7月、トランスデブ・スウェーデンは、ヨーテボリのヴェストラ・イェータランド地方で、5件の契約を含む、10年間にわたる7億5,700万ユーロのバス市場を獲得した。契約は2020年12月に開始された。また、2019年7月、トランスデブは、スウェーデン中部および北部で活動する大手バス事業者であるA Björks ABの買収を発表し、2019年9月に完了し、国内で3番目に大きな公共交通事業者となった。
2020年、バス会社Flygbussarna Airport Coachesを Vy Buss に売却した。

#### スウェーデンでの終了した契約
- ストックホルム: 2012年4月まで、Veolia Transport は、Storstockholms Lokaltrafik に代わって市内の3 つの路面電車網  (Lidingöbanan、Nockebybanan、Tvärbanan) と地方鉄道 (Saltsjöbanan) を運営していた。

### 英国

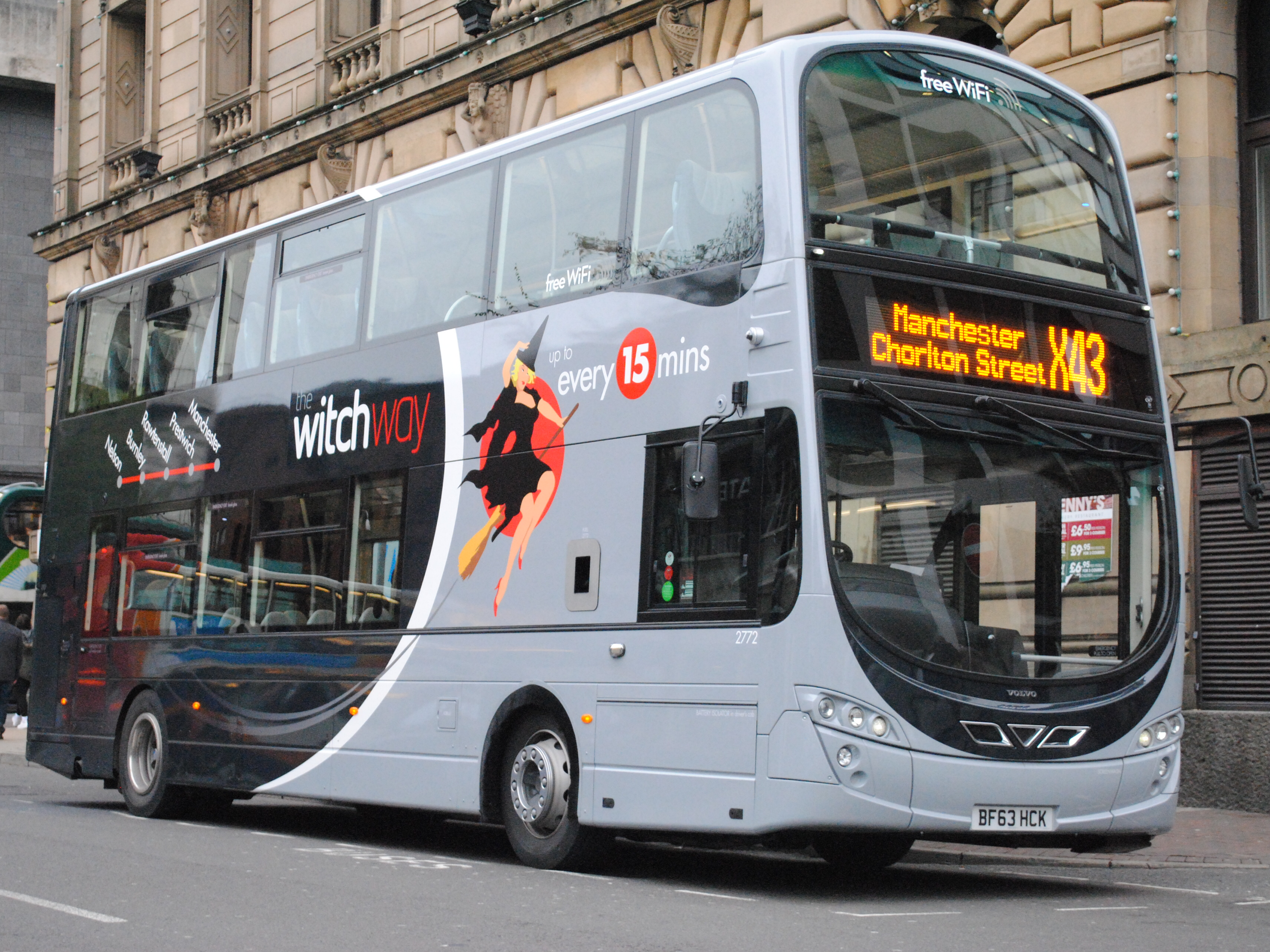
トランスデブ Burnley Bus Company とマンチェスター Wright Eclipse Gemini 2 の Volvo B9TL (2013年11月)

英国では、トランスデブは Transdev Blazefield、トライデント・ニーヴン、ブラック・カー・サービスを運営しており、 Nottingham City Transport の株式の18%を保有している。
トランスデブ・ブレイズフィールドは、ヨークシャーとランカシャーで事業を展開するバスグループで7つの事業子会社を有している。
- Blackburn Bus Company
- Burnley Bus Company
- Harrogate Bus Company
- Keighley Bus Company
- Rosso
- Team Pennine
- Yorkshire Coastliner

トランスデブはロンドンで3つのカーサービスを所有している。Green Tomato Cars は2006年に設立され、ロンドンで環境に優しい乗用車サービスを提供する.。  2012年12月に買収されたトライデント・ニーヴンはロンドンを拠点とするハイヤー会社で、100台の車両を保有している。 2014年5月に設立されたブラック・カー・サービスはロンドンの新しい法人向け運転手付きカーサービスで、黒無地のフォルクスワーゲンCCを150台保有している (2014年5月現在) 。
2021年4月、トランスデブが Arriva UK Bus とヨークシャー・タイガーの買収に合意し、2021年7月の買収完了後にチーム・ペナインに改名が発表された。

#### 英国での以前の運営
Arrow Light Rail は、Transdev S.A、Nottingham City Transport、Bombardier Transportation、Carillion、Galaxy、Innisfreeのコンソーシアムで、2004年3月9日から30年半にわたりノッティンガム・エクスプレス・トランジットの建設と運営の契約を結んでいた。 しかし、2011年にトラムリンク・ノッティンガム (Keolis のコンソーシアム) がライトレールの第2フェーズの建設と輸送網の運営の優先入札者に選ばれ契約は終了した。アロー・ライトレールの運行最終日は、Veolia Transdev の設立から数ヶ月後の2011年12月16日であった。

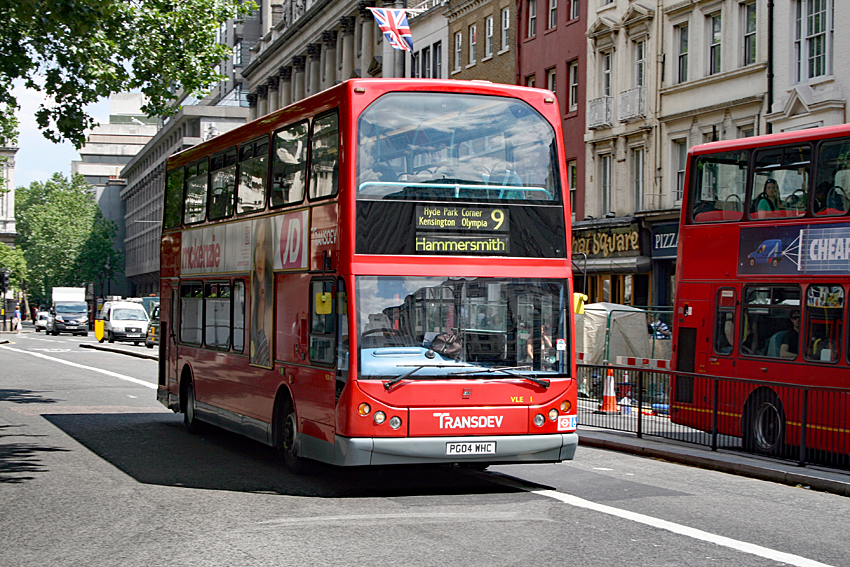
トランスデブ ボルボ B7TL イースト ランカシャー バイキング (ストランンド)

旧トランスデブは、 2011年3月にヴェオリア・トランスポールと合併するまで、ロンドンにサービスを提供する20のバス運行会社のうちの2社、London Sovereign と London United を所有していた。Veolia Transdev は、2014年4月にRATPグループに売却されるまで、旧トランスデブからLondon Sovereign を引き継いだが London United を買収することはなく、代わりにRATPに引き継がれた。
シェアバンサービスのスーパーシャトルは国内で運行されていたが、 2019年9月に Blackstreet Capital Management の関連会社に売却され、2019年末にウーバーと市場の変化を理由にサービスを停止した。
トランスデブが2010年から所有していた Green Tomato Cars は、2019年2月にトラベルハイヤーに売却され 、英国の個人タクシー市場から撤退した。

### ヨーロッパの以前の運営

#### ベルギー
ベルギーでは、Veolia Transdev の事業はVeolia Transport Belgium (VTB) として知られたが、2014年3月、Cube Infrastructure とGimv からなるコンソーシアムに売却された。

#### 中央ヨーロッパ
ヴェオリア・トランスデブは、中央ヨーロッパ(チェコ共和国、スロバキア、ポーランド、セルビア)で、 Veolia Transport Central Europe GmbH (VTCE)として事業を展開していたが、2013年5月、アリーヴァに売却された 。  2022年からは、トランスデブのブランドでスロバキアで事業を展開している。

#### イタリア
Thello はフランスとイタリアを結ぶ国境を越えた列車サービスで、当初はトランスデブとイタリアの国営鉄道会社トレニタリアとの合弁事業である。 1か月前に廃止された Artesia 国境越えサービスを補完するため、2011年12月11日、Thello は最初の夜行サービスを急ぎ運行開始した。 2016年6月、トランスデブは事業を売却し、トレニタリアが Thello の完全な経営権を獲得した。トランスデブは、2015年欧州難民危機による税関管理の強化、11月のパリ同時多発テロ事件、鉄道工事による遅延が、サービスに悪影響を及ぼしたと述べた.。

#### ジャージー

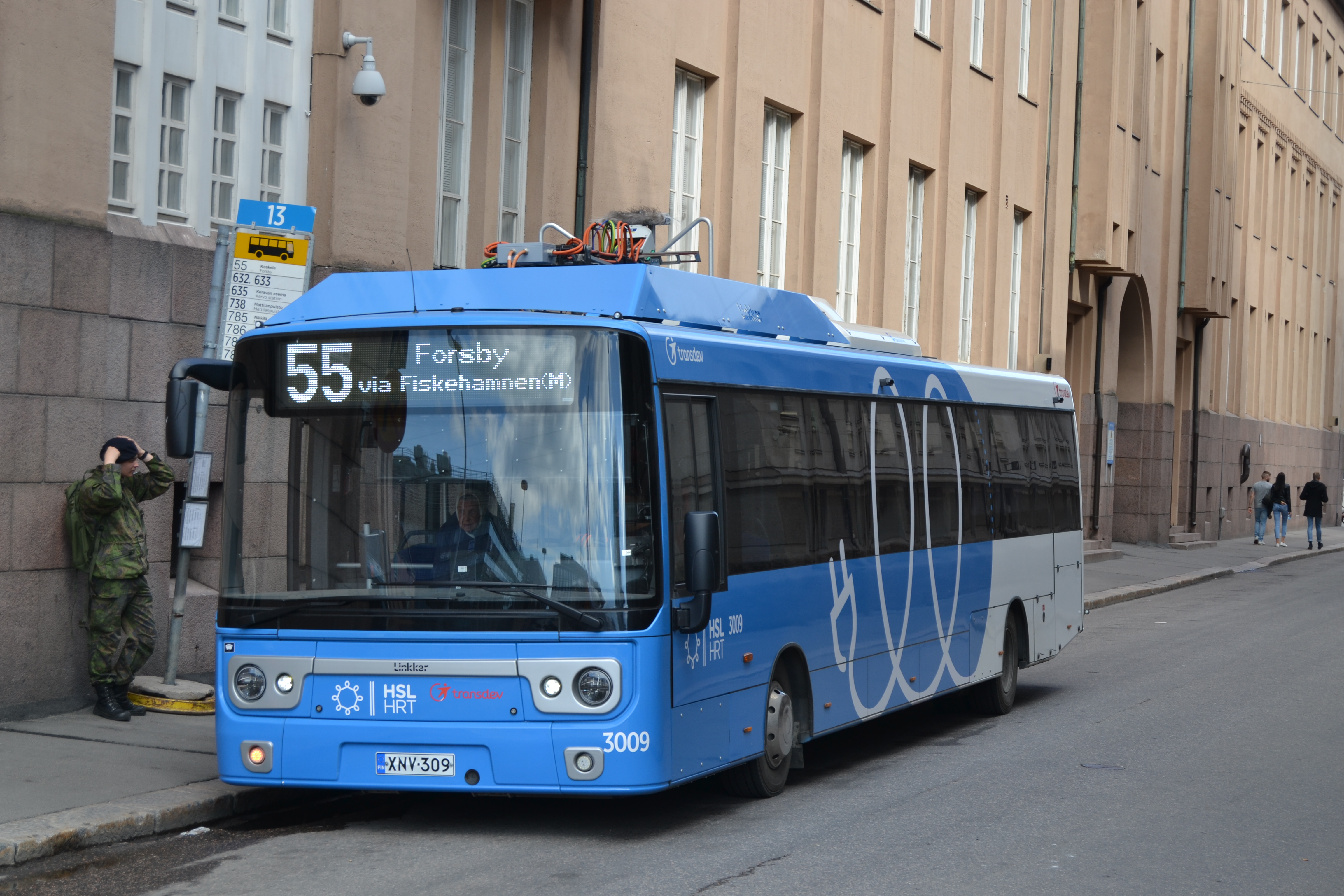
2017 年のRautatientori での Transdev Linkker 13 LE

2002年9月から2012年12月まで、Veolia Transdev (旧ヴェオリア・トランスポール) が Connex Transport Jersey を運営し、一時は MyBus というブランド名で運営されていた。

#### スイス
シェアバンサービスのスーパーシャトルが運行されていたが、 2019年9月に Blackstreet Capital Management の関連会社に売却され、2019年末、ウーバーと市場の変化を理由にサービスを停止した.。

#### フィンランド
トランスデブはフィンランドで2015年2月5日に Veolia Transport Finland Oy から社名変更され、Transdev Finland Oy が事業展開していたが、2019年末に終了した。

## オセアニア

### オーストラリアとニュージーランド
ヴェオリア・トランスポールの前身であるCGEAは、1998年にシドニーモノレールの買収とSydney Light Railの運営を目的とした合弁会社を設立し、オーストラリア市場に参入した。旧トランスデブは2001年にシドニー・ノースショアの Shorelink を買収し、オーストラリア市場に参入した。コネックスは2004年にオークランドの鉄道サービス運営の入札を勝ち取り、ニュージーランド市場に参入した。
トランスデブの両国における事業は、Transdev Australasia という子会社の管轄下にあり、以下の事業を展開している。
- オーストラリア
  - Transdev John Holland (John Hollandとの提携): シドニー、ニューサウスウェールズ州でバスを運行
  - Transdev NSW: シドニー、ニューサウスウェールズ州でバスを運行
  - Transdev Queensland: クイーンズランド州ブリスベンでバスを運行
  - Transdev WA: 西オーストラリア州パースでバスを運行
  - Transdev Sydney: ニューサウスウェールズ州シドニーで light rail in Sydney を運行。 2013年6月まではシドニーモノレールも運行していた。
  - Transdev Sydney Ferries: ニューサウスウェールズ州シドニーのシドニー港で Sydney Ferries を運航
  - トランスデブ・オークランド：
- ニュージーランド
  - Transdev Auckland:  2004年から2022年までオークランドで旅客鉄道サービスを運営
  - Transdev Wellington (現代ロテムとの提携): ウェリントンで旅客鉄道サービスを運営
  - Howick & Eastern Buses: オークランドでバスサービスを運営
  - Mana Coach Services: ウェリントンでバスを運営

Transdev Australasia は、2015年まで西オーストラリア州で South West Coach Lines を2020年11月まで, Transdev Brisbane Ferries を2022年1月まで、 Transdev Melbourne バスを2022年1月まで運行していた。メルボルン郊外のバス路線の3分の1を運行する契約は、2022年1月31日に Kinetic Group に移管された。

### ニューカレドニア
トランスデブは、ヌメアで Carsud バス事業を運営する Transdev Outre-Mer を、カルスッドおよび Semitanとのパートナーシップとして所有している. 。トランスデブの前身である Connexが2002年2月からバス事業を運営しており、パートナーシップ契約は2014年4月に締結された.。

## アジア
2025年現在、トランスデブはアジアで事業を展開していない。トランスデブの直近の事業は、合弁会社である  RATP Dev Transdev Asia を運営していたが、2020年10月に株式を売却し撤退した。

#### 中国、香港、韓国、インド、フィリピン

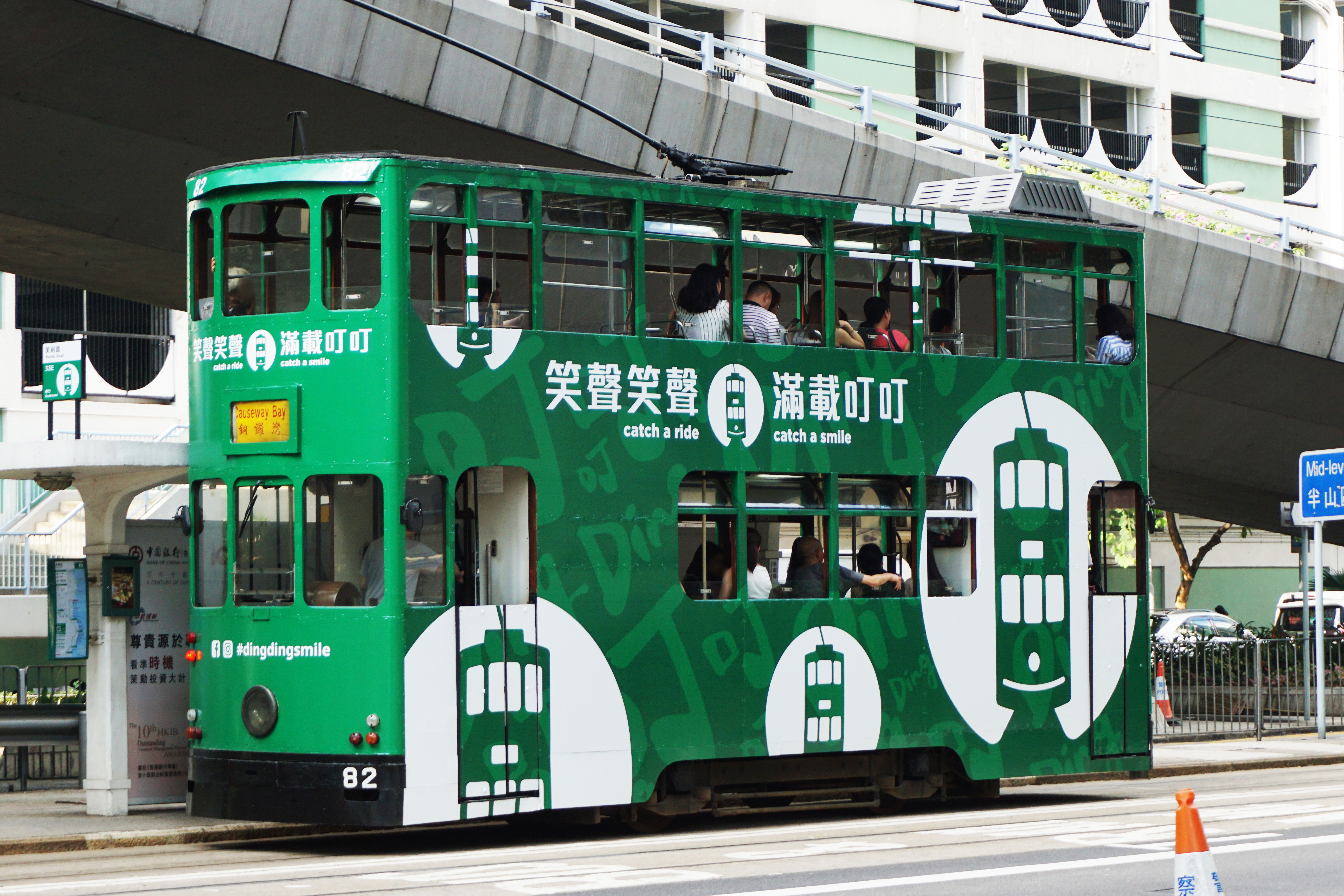
Hong Kong Tramways

### アジアでの以前の運営

#### イスラエル
トランスデブは、ヴェオリア・エンバイロメントが2009年以来処分を望んでいた Jerusalem Light Railプロジェクトをヴェオリア・トランスポールから継承した。
2011年12月、エルサレム・ライトレールのエゲド社への売却合意はイスラエル政府によって保留されたと報じられた。しかし、 Egged 社はライトレールの運行を成功させるため、少なくとも5年間はヴェオリア社の専門知識を必要とする。売却は最終的に2015年8月に承認された。
トランスデブはイスラエルでもVeolia Transport Israel (通称 Connex Israel) がバスを運行している。
- Modi'in: エルサレムとテルアビブの間に位置する都市の都市間および市内バス。以前はMargalitが運行していた。
- Ashdod: テルアビブ、グシュダン、アシュケロン行きの都市間バス。以前は Egged社が運行していた。
- Tiberias: 都市バスと地域バス。以前は Egged社が運行していた。
- Yavne: 都市バス。以前は Egged社が運行していた。
- Lod: ロッド：テルアビブ行きの市内バスおよび都市間バス。以前は Egged社が運行していた。
- Bnei Brak: エルサレム行きの都市間バス。以前は Dan Bus Companyが運行していた。

Modi'in のバスは2013年7月に Kavimに売却され、残りは2013年9月に Afikimに売却された 。

## 南アメリカ

### コロンビア
トランスデブは、他の3運行会社と共同で、ボゴタで TransMilenio の84km (52マイル) の路線バス路線をコネクション・モビル (Connexion Móvil) として運行している。契約は2000年に開始され、2023年12月まで延長された。
2018年5月、Transdev Chileと Fanalca の合弁企業である Cable Movil が、ボゴタの新しい TransMiCable ケーブルカーの運営契約を獲得した。契約期間は2018年12月から5年半で、2年半の延長もあり得る。

### チリ
トランスデブはチリのサンティアゴで Redbus Urbano を運行している。トランスデブ最大の都市バス輸送網であり、2012年の売上高は7,000万ユーロを超えた。

## アフリカ

### モロッコ
トランスデブは、2011年5月から、当時モロッコで最初の近代的なライトレールサービスであった Rabat–Salé tramway,を運行している。  2013年にヴェオリアトランスデブがトランスデブにブランド変更する前は、路面電車は古いトランスデブの名前とロゴの下で運行されていた 。トランスデブの路面電車運行契約は、2020年1月からさらに10年間更新された。 

## コミュニケーション

### トランスデブ財団
トランスデブ財団は、フランス財団の後援を受けて2002年に設立され、市民への移動を促し、社会的なつながりを育む、公共の利益を追求するプロジェクトを支援している。

### ロビー活動

#### 国会で
トランスデブは国会にロビイストに登録されており、2015年には国民議会 (フランス)における直接的なロビー活動に関連する年間費用は25万ユーロから30万ユーロであったと述べている。

#### 欧州連合の機関へ
トランスデブは2014年から欧州委員会の利益代表者( représentants d'intérêts )の透明性登録簿に登録され、2015年にフルタイム従業員1人と費用25,000〜50,000ユーロを計上した。